# 中山俊秀
中山 俊秀（なかやま としひで、1963年5月2日-）は、日本の言語学者。
専門はヌートカ語学、言語類型論。
東京外国語大学　副学長 兼 アジア・アフリカ言語文化研究所教授。Ph.D.（言語学）。

## 略歴
- 1982年 - 静岡県立韮山高等学校卒業
- 1986年 - 東京外国語大学外国語学部英米語学科卒業
- 1990年 - カンザス大学言語学部一般言語学専攻大学院修士課程修了
- 1997年 - カリフォルニア大学サンタバーバラ校言語学部一般言語学専攻大学院博士課程修了
- 1997年 - モントクレア州立大学人文社会学部言語学科 助手 (Assistant Professor)
- 2001年 - 東京外国語大学アジア・アフリカ言語文化研究所 助教授
- 2012年 - 同教授

## 研究業績
- 「ヌートカの人々の現在」 月刊『言語』34.2、16-19ページ、2005年
- 「ヌートカ語における複統合的語形成の分布と機能」 中山俊秀・塩原朝子編『記述的研究から明らかになる文法の諸問題』東京外国語大学アジア・アフリカ言語文化研究所、127-143ページ、2005年

## その他
- 創作舞踊集団 寶船 のメンバー